# 中央市场 (瓦伦西亚)
瓦倫西亞中央市场是西班牙瓦伦西亚的一个公共市場，位于市中心的瓦倫西亞絲綢交易廳和圣若望堂对面的布魯華斯廣場（西班牙語：La plaza Ciudad de Brujas）。瓦倫西亞中央市場攤位位於市場內部，設於兩條橫竪交叉直線街道上。一共設為274個攤位，分配給肉店、雜貨店、蔬果店、麵包店和魚店等。
它是巴伦西亚新艺术运动风格为主的代表建築之一，於2007年被登記為西班牙國家文物古蹟。占地約8,000多平方米，是欧洲最大的市场之一。

## 歷史
1839年，一個露天市場在現今的瓦倫西亞中央市場位置落成，為當前中央市場的前身。到19世紀末，原先的市場不足以容納瓦倫西亞市的貿易需求。出於這個原因，瓦倫西亞市政府在1910年召集了設計新市場的競賽，在提交的六个项目中，瓦倫西亞市議會选择了巴塞羅那建築師弗朗西斯·瓜爾迪亞（加泰羅尼亞語：Francesc Guàrdia i Vial）和亞力山大·索拉爾（加泰羅尼亞語：Alexandre Soler i March）的設計。他們都曾在巴塞羅那建築學院學習，並曾有同事的經歷。工程開始於1914年，在之後項目中出現了一些分歧和一些修改之後，工程由瓦倫西亞建築師恩里克·維德馬·維達爾（瓦倫西亞語：Enrique Viedma Vidal）和安赫爾·羅曼尼·維德格爾（瓦倫西亞語：Ángel Romaní Verdeguer）接手，於1928年2月3日完工。2005年，瓦倫西亞中央市場开始对其设施进行重要的修复和改进工程，包括建造一个新停车场以方便买家进出。

## 建築

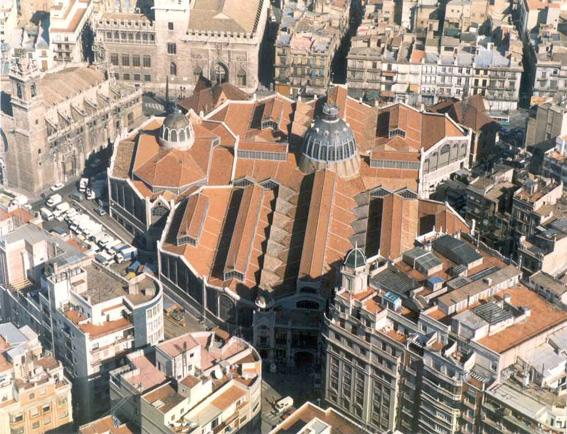
市場鳥瞰圖，其十字結構與傳統天主教教堂相似。

該建築採用瓦倫西亞新藝術運動風格建造，由兩個大廳組成，總面積約為8,000平方米。街市內共有274個攤位。較大大廳的基本結構類似於基督教教堂，兩條寬闊的主道形成一個拉丁十字。較長的中央走廊長107米，較小的中央走廊長51米。在主要走廊的交叉點上方是一個直徑14米、高27米的圓頂。與西北較短的主走廊相鄰的八角形大廳中間另有一個圓頂。較小的大廳裡有魚市。該建築有三個小磚砌附樓，僅供行政使用。建築物的地下室用作停車場。
外部由白色石頭牆壁覆蓋。外部牆壁下部裝有裝飾用的華麗瓷磚，上部則安裝拱形玻璃窗，每個外牆包含三個至五個大小不一的拱形窗戶，其中一些裝有彩繪玻璃。屋頂覆蓋著淡紅色的瓦片，屋頂結構由塗成白色的屋頂桁架支撐，從內部清晰可見。

## 註腳

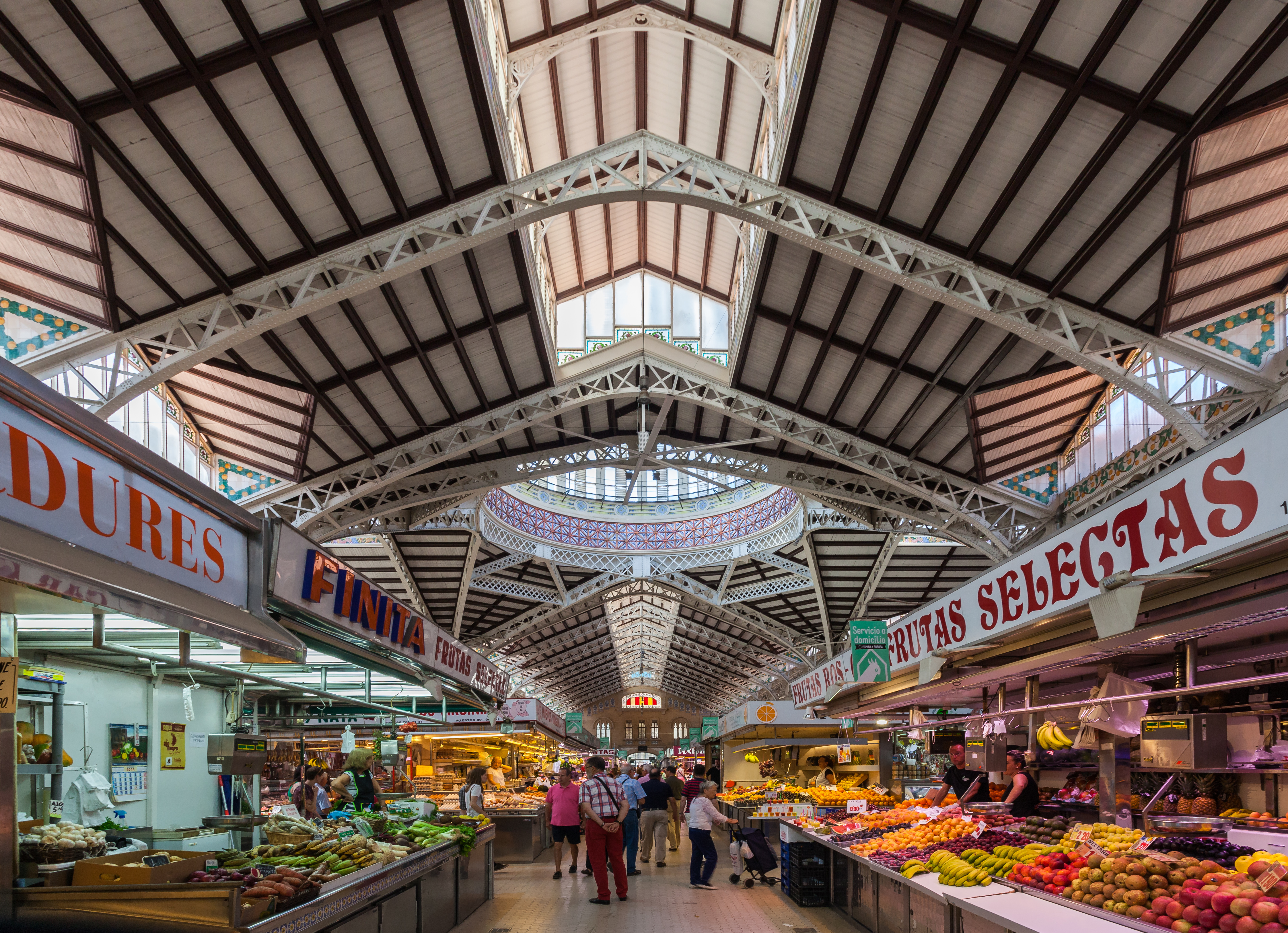
市場內部

1. 1 2  . Mercat Central València.   [2023-05-18]. （原始内容存档于2023-05-07） （西班牙语）.
2. ↑  . Mercat Central València.   [2023-05-18]. （原始内容存档于2023-05-18） （西班牙语）.
3. ↑  . Las Provincias. 2014-07-10  [2023-05-18]. （原始内容存档于2019-04-10） （西班牙语）.
4. ↑  . Levante.   [2023-05-18]. （原始内容存档于2017-08-29） （西班牙语）.
5. 1 2  Palaia-Perez, L. & Lleonart, J.M. . 1993: 193-200.

## 外部連結
- Website of the Central Market of Valencia （页面存档备份，存于）
- Central Market of Valencia （页面存档备份，存于） Turespaña, Spain National Tourism Agency.
- Valencia Tourism （页面存档备份，存于）

39°28′24.809″N 0°22′44.116″W / 39.47355806°N 0.37892111°W